# Ugo Ferrante
Ugo Ferrante (Vercelli, 1945. július 18. – Vercelli, 2004. november 29.) világbajnoki ezüstérmes olasz labdarúgó, hátvéd.

## Pályafutása

### Klubcsapatban
A Pro Vercelli csapatában kezdte a labdarúgást. 1963-ban mutatkozott be a Fiorentina együttesében, ahol egy-egy bajnoki címet és olasz kupa-győzelmet szerzett a csapattal. 1966-ban tagja volt a közép-európai kupa győztes együttesnek. Kilenc firenzei idény után a Vicenza játékosa lett, ahol négy idényen át szerepelt, majd 1976-ban visszavonult az aktív labdarúgástól.

### A válogatottban
1970 és 1971 között három alkalommal szerepelt az olasz válogatottban 1970-ben a mexikói világbajnokságon ezüstérmet szerzett a csapattat, de mérkőzésen nem szerepelt a tornán.

## Sikerei, díjai
Olaszország
- Világbajnokság
  - ezüstérmes: 1970, Mexikó

 Fiorentina
- Olasz bajnokság (Serie A)
  - bajnok: 1968–69
- Olasz kupa (Coppa Italia)
  - győztes: 1966
- Közép-európai kupa
  - győztes: 1966